# 신장의 오줌 생성 및 조절

신장의 오줌 생성 및 조절 과정을 나타낸 모식도

신장은 오줌을 생성하는 기능을 하며, 체액의 항상성 조절에 매우 중요한 역할을 수행한다. 이는 다양한 수용기, 호르몬 등에 의해 조절된다.

## 사구체의 역할
사구체에서는 원뇨의 여과가 일어난다. 여과는 사구체로 들어가는 입수소동맥과 사구체에서 나가는 출수소동맥 사이의 혈압 차이에 의해 일어나게 된다. 사구체 모세혈관은 투과성이 매우 높아 여과가 잘 일어날 수 있게 한다. 혈압이나 혈관 직경의 조절로 여과율이 조정될 수 있다. 사구체에서의 여과에 관여하는 주요한 힘은 다음 세 가지가 있다.
- 사구체 모세혈관압 : 모세혈관에서 보먼주머니로의 여과를 유도한다.
- 혈장 교질 삼투압 : 여과되지 않는 단백질 등의 용질로 인해 혈장의 삼투농도가 더 높은 데에서 기인하며, 여과를 저해한다.
- 보먼주머니 정수압 : 여과를 저해한다.

이 세 힘을 합산하여 순여과압을 구할 수 있고, 사구체막의 특성에 따른 여과계수인 {\displaystyle K_{f}}를 곱하면 사구체 여과율(絲毬體濾過率, 영어: glomerular filtration rate, GFR)을 구할 수 있다. 이를 식으로 나타내면
{\displaystyle GFR=K_{f}P} 이다(P : 순여과압).
보통 사람의 경우 신장 전체의 사구체를 통하여 평균적으로 120ml/min의 총 GFR로 매일 170L 정도의 사구체 여과가 일어난다.
위의 세 가지 힘 중, 직접적으로 조절될 수 있는 것은 사구체 모세혈관압 뿐이다. 이는 입수소동맥의 지름 조절로 조정되는데, 출수소동맥의 지름은 비교적 일정하게 유지되므로 입수소동맥의 지름이 커지면 사구체 혈압이 높아져 여과율이 높아지고, 지름이 작아지면 반대로 사구체 모세혈관압이 낮아져 여과율이 낮아질 것이다.

## 근위세뇨관의 역할
근위세뇨관은 거의 대부분의 재흡수 과정을 담당한다. 근위세뇨관에서 일어나는 재흡수 과정은 조절의 주 대상이 아니며, 항상 일어난다. 근위세뇨관에서는 포도당과 아미노산 등 영양소, 소듐 이온, 염소 이온, 물, 요소 등의 재흡수가 일어난다. 근위세뇨관의 상피세포에서는 소듐-포타슘 펌프를 이용하여 소듐 이온을 간질액으로 능동적으로 수송하는데, 이렇게 수송된 소듐 이온들은 모세혈관을 통해 재흡수된다. 한편 상피세포내의 소듐 이온 농도는 낮아졌기 때문에 세뇨관과 상피세포 사이에 농도 기울기가 생기게 되는데, 이를 통해 포도당과 아미노산 등이 2차 능동수송으로 재흡수된다. 정상적인 혈중 포도당 및 아미노산 범위에서, 포도당과 아미노산은 100% 재흡수된다. 혈중 포도당 농도가 일정 범위 이상으로 높아져 재흡수 용량을 초과하게 되면 오줌에서 포도당이 검출되는데, 이를 당뇨병이라고 한다. 소듐 이온이 흡수됨에 따라 염소 이온이 전기적 기울기에 의해 재흡수되고, 삼투에 의해 물 또한 재흡수된다. 물이 재흡수됨에 따라 상대적으로 세뇨관의 포타슘 이온과 요소 농도도 높아져 확산을 통해 재흡수된다. 근위세뇨관에서는 여과된 물과 소듐 및 염소 이온의 2/3, 포타슘 이온의 65%, 요소의 50%, 인산 이온의 80%, 시트르산의 70~90%가 재흡수된다.

## 헨레 고리의 역할
헨레 고리(Henle's loop)는 근위세뇨관과 원위세뇨관을 잇는 고리 형태의 관으로, 하행지와 상행지로 구분된다. 헨레 고리의 길이에 따라 네프론이 분류되는데, 헨레 고리가 신장의 피질 부분에만 존재하는 것을 피질네프론, 신장의 수질 부분까지 들어가는 것을 수질옆네프론이라고 한다. 두 네프론은 기능에 주요한 차이가 있는데, 이는 신장이 피질에서 수질에 이르는 큰 농도기울기를 가지고 있기 때문이다. 신장의 피질은 보통의 혈액과 비슷한 약 300mOm/L의 삼투농도를 가지지만, 신장의 수질은 인간의 경우 1200mOm/L까지 농축된 삼투농도를 가진다. 이는 포유류가 자신의 체액보다 훨씬 높은 농도의 오줌을 배출할 수 있는 이유이며, 건조한 지역에 사는 동물들은 그 농도가 더 높으며 피질네프론에 비해 수질옆네프론의 비율이 높아진다. 예컨데 호주의 껑충쥐는 자신의 체액에 비해 25배나 농도가 높은 9300mOm/L의 오줌을 배출할 수 있다.

### 하행지
헨레 고리의 하행지는 염류나 다른 저분자들에 대한 투과성이 매우 낮은 반면 물이 투과할 수 있는 통로인 아쿠아포린을 발현하여 물에 대한 투과성은 높다. 따라서 헨레 고리의 하행지가 신장의 수질 쪽으로 들어감에 따라 주위의 삼투농도는 더욱 높아지고, 용질의 이동이 불가하므로 삼투 현상에 의해 물이 고리 외부로 빠져나가 재흡수된다.

### 상행지
헨레 고리의 상행지는 하행지와는 반대로 아쿠아포린이 거의 발현되지 않아 물에 대한 투과성이 매우 낮다. 이는 생명체에서는 매우 드문 경우이다. 반면 소듐와 염소 이온에 대한 투과성은 있다. 하행지를 따라 내려오면서 농축된 오줌이 상행지를 따라 올라가면, 주위 환경에 비해 상행지 내부의 오줌이 고농도가 된다. 그러나 물의 이동은 불가능하므로 소듐와 염소 이온만이 빠져나가게 된다. 상행지는 수질 쪽에 더 가까운 얇은 부분과 피질 쪽에 더 가까운 굵은 부분으로 나뉘는데, 얇은 부분에서는 확산에 의해 염화소듐이 재흡수되지만, 굵은 부분에서는 능동 수송 기작도 염화소듐의 재흡수에 기여한다. 상행지를 지나 원위세뇨관으로 들어가는 오줌은 다시 묽은 상태가 된다.

## 원위세뇨관의 역할
원위세뇨관은 포타슘과 소듐 이온 농도, 그리고 혈압 변화에 대한 항상성 조절의 주요한 역할을 담당한다. 원위세뇨관에서는 포타슘 이온의 분비가 일어난다. 세뇨관세포에서 소듐-포타슘 펌프를 이용하여 간질액으로 소듐 이온을, 세포 내로 포타슘 이온을 운반하고 이에 따라 세포 내의 포타슘 농도가 높아져 세뇨관강으로 포타슘의 확산이 일어나게 된다. 같은 과정에서 소듐 이온은 재흡수되게 되며, 이 때 전기적 기울기에 따른 염소 이온의 재흡수와 삼투 기울기에 따른 물의 재흡수도 일어난다. 이 과정은 알도스테론에 의해 조절된다. 부신피질에서 분비되는 스테로이드계 호르몬인 알도스테론은 세뇨관세포의 막에 소듐-포타슘 펌프의 발현을 증가시켜 포타슘의 분비와 염화소듐과 물의 재흡수를 촉진한다. 알도스테론의 분비를 촉진하는 요인은 다음과 같다.
- 낮은 혈장 소듐 이온 농도
- 동맥 혈압의 감소
- 세포외액 부피의 감소
- 혈장 포타슘 이온 농도의 증가

이 중 마지막 요인(포타슘 이온 농도의 증가)을 제외한 세 요인은, 레닌-안지오텐신-알도스테론 계의 활성화를 통해 알도스테론의 분비를 촉진하고, 혈장 포타슘 이온 농도의 증가는 직접적으로 부신피질을 자극하여 알도스테론 분비를 유도한다.
한편, 원위세뇨관은 알도스테론과 길항적 작용을 하는 심방 나트륨이뇨 펩티드(ANP)의 작용 지점이기도 하다. 심방 나트륨이뇨 펩티드는 세뇨관 세포의 소듐 이온 재흡수를 억제하고 알도스테론의 분비 역시 억제하여 소듐 이온의 오줌으로의 배출을 촉진한다.

## 집합관의 역할
집합관은 여러 네프론에서 나온 세뇨관들이 모여 신우에 이르는 관이다. 집합관은 체내 수분량의 항상성 조절 기작이 작용하는 주요한 지점인데, 이를 조절하는 호르몬은 뇌하수체 후엽에서 분비되는 항이뇨호르몬(바소프레신, ADH)이다. ADH의 분비를 촉진하는 주 요인은 혈액의 삼투농도 증가로, 갑자기 많은 땀을 흘린 경우 등으로 혈액의 삼투농도가 증가하면 시상하부의 삼투수용기가 이를 인지, ADH 분비를 촉진하게 된다. 증가된 ADH는 집합관 세포 표면에 아쿠아포린의 발현을 증가시키는데, 이는 아쿠아포린 저장 소낭이 막에 융합하는 것을 촉진함으로써 이루어진다. ADH 분비 수준이 낮을 때는 아쿠아포린이 다시 소낭에 저장되어 표면에 발현되지 않는다. 아쿠아포린의 발현이 증가되어 집합관의 물 투과성이 증가하면, 집합관이 신장의 피질에서 수질로 진행함에 따라 높아지는 주위의 삼투농도에 의해 물의 재흡수가 촉진되고 결과적으로 오줌의 양이 줄어들어 물을 보존하게 된다. 아쿠아포린의 발현이 적으면 물의 재흡수량이 적어지고 오줌의 양이 늘어난다.
집합관의 수질 부위는 요소에 대해 투과성을 띄는데, 이 때 집합관 내의 요소 농도는 물의 재흡수로 인해 상대적으로 높아져 있기 때문에 확산에 의해 신장의 수질로 요소가 일부분 재흡수된다. 이는 신장의 피질-수질 농도기울기를 유지하는데 도움을 준다.

## 같이 보기
- 콩팥
- 사구체 여과율(glomerular filtration rate, 토리 여과율)